# Itsuo Tsuda
Itsuo Tsuda, né le 3 mai 1914 à Pusan en Corée et décédé le 10 mars 1984 à Paris, est un philosophe, écrivain et maître d'aïkido.
Il développa une pensée philosophique au croisement entre Orient et Occident, centrée sur le Ki, terme qu'il traduisit en français par respiration, souffle,. Une des spécificités de son enseignement réside dans le lien qu'il a établi entre sa compréhension de l'aïkido et le Katsugen undo (qu'il traduisit par Mouvement régénérateur): ces deux pratiques sont complémentaires, tant dans sa philosophie que dans sa pratique.
Sa démarche se caractérise par un intérêt pour des arts, des pratiques et des approches très différentes : il étudia d'abord à Paris l'ethnologie avec Marcel Mauss et la sinologie avec Marcel Granet, puis au Japon la récitation du Nô avec Maître Hosada, ainsi que le Seitai et l'Aikido avec leurs fondateurs respectifs, maître Haruchika Noguchi et maître Morihei Ueshiba. Il développa ainsi une “philosophie du Non-faire”,.
Dans les années 1970, il introduisit en Europe le Katsugen undo fondé par maître Haruchika Noguchi. Il diffusa ses recherches auprès des occidentaux, à travers notamment son enseignement pratique et une dizaine d'ouvrages écrits en français.
Il est inhumé au cimetière du Père-Lachaise.

## Biographie
Itsuo Tsuda est né en Corée pendant l'occupation japonaise, dans une famille de samouraïs devenus de grands industriels. Quand il eut 16 ans, il se brouilla avec son père, lequel voulait que son fils restât à la maison pour s'occuper des affaires familiales. Il quitta sa maison et commença à chercher de nouvelles façons de libérer son esprit.
Se réconciliant par la suite avec son père, il vient en France en 1934. Il suit à la Sorbonne les cours du sinologue Marcel Granet et du sociologue Marcel Mauss jusqu'en 1940, date à laquelle il doit rentrer au Japon. Il considérait leurs enseignements comme décisifs, à la fois pour la distanciation qu'ils lui avaient apportée par rapport à sa propre culture, et parce qu'ils lui avaient permis « d’exprimer et de propager en Occident, par des termes et des concepts compréhensibles pour les Occidentaux et, surtout, les Français, ce que sont le Ki et la philosophie du Non-Faire. »
Après la guerre, alors qu'il travaille chez Air France à Tokyo, il s'intéresse à plusieurs aspects de la culture japonaise et commence ses recherches sur le Ki à travers l'étude de la récitation du Nô, du Seitai, puis de l'Aikido. Il expliquera plus tard : « Nô, Seitai et Aikido sont basés sur le Ki non seulement comme le sont tous les arts traditionnels japonais, mais aussi comme tous les aspects de la vie quotidienne traditionnelle au Japon. »
Aux alentours de 1950, il rencontre Maître Noguchi, fondateur du Seitai. Il suit son enseignement pendant plus de vingt ans. Maître Noguchi développe le Katsugen Undo avec l'objectif d'abandonner la relation de dépendance patient-thérapeute et de permettre aux individus de retrouver leur autonomie. C'est cette approche qui intéresse particulièrement Itsuo Tsuda, où l'individu renoue avec sa sensibilité, sa liberté intérieure.
Itsuo Tsuda étudie également la récitation du Nô avec Maître Hosada pendant environ vingt ans. Il y poursuit sa recherche sur la respiration, et sur ce qui fait vibrer l'être : « Dans le théâtre Nô, il n'y a pas le mot Ki. Mais, lorsqu'on sait ce que c'est, ça saute aux yeux : le théâtre Nô frappe d'intuition à intuition. »
En 1955, il est appelé comme interprète pour le judoka André Nocquet qui vient étudier l'Aikido au Japon. Il rencontre alors Maître Ueshiba, fondateur de l'Aikido. Il suivra alors l'enseignement de Maître Ueshiba pendant près de dix ans, jusqu'au décès de celui-ci. Là encore, il s'intéresse particulièrement à la dimension respiration de l'Aikido, dans le cadre de ses recherches sur le Ki. « La respiration, d'après mon expérience, est le fondement même de l'Aikido » écrit-il.
En 1970, il quitte son emploi salarié au Japon, parcourt les Etats-Unis, et arrive à Paris.  Il s'installe en France définitivement pour partager ses recherches sur le Ki. À partir de 1971, il enseigne à Paris et dans de nombreux stages d'initiation au Mouvement régénérateur en Europe. Il publie son premier livre en 1973.

## Œuvre

### Livres
Itsuo Tsuda est l'auteur de neuf livres écrits en français, regroupés sous le titre commun École de la respiration.
- Tome 1 : Le Non faire, Paris, le Courrier du livre, 1973, 207 p.  (ISBN 2-702-90065-8)
- Tome 2 : La Voie du dépouillement, Paris, le Courrier du livre, 1975, 183 p.  (ISBN 2-702-90001-1)
- Tome 3 : La Science du particulier, Paris, le Courrier du livre, 1976, 154 p.  (ISBN 2-702-90036-4)
- Tome 4 : Un, Paris, le Courrier du livre, 1978, 157 p.  (ISBN 2-702-90068-2)
- Tome 5 : Le Dialogue du silence, Paris, le Courrier du livre, 1979, 156 p.  (ISBN 2-702-90088-7)
- Tome 6 : Le Triangle instable, Paris, le Courrier du livre, 1980, 155 p.  (ISBN 2-702-90104-2)
- Tome 7 : Même si je ne pense pas, je suis, Paris, le Courrier du livre, 1981, 158 p.  (ISBN 2-702-90123-9)
- Tome 8 : La Voie des Dieux, Paris, le Courrier du livre, 1982, 156 p.  (ISBN 2-702-90128-X)
- Tome 9 : Face à la science, Paris, le Courrier du livre, 1983, 152 p.  (ISBN 2-702-90136-0)
- Cœur de ciel pur (œuvre posthume), Paris, le Courrier du livre, 2015, 208 p.  (ISBN 978-2-7029-1149-5)

### Calligraphies
Itsuo Tsuda a aussi laissé des calligraphies, qui ont été rassemblées dans la monographie Itsuo Tsuda, Calligraphies de Printemps, où elles sont accompagnées de nombreuses réflexions et références sur leurs traductions possibles.

## Citations
Sur le mouvement régénérateur :

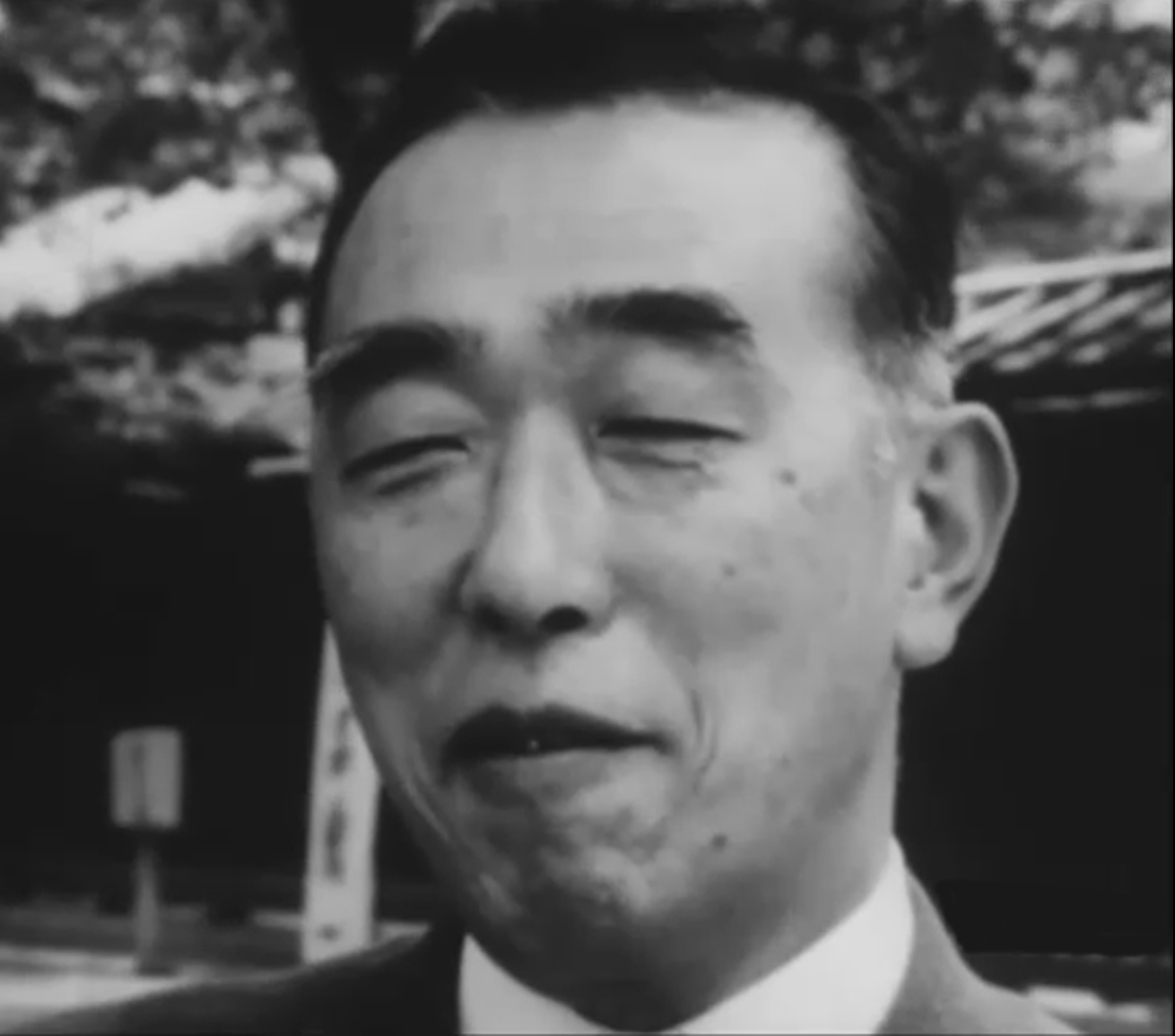
Itsuo Tsuda, dans le documentaire "La bataille du Pacifique, 2^{e} partie : La reconquête"

C'est une sorte de mouvement du corps qui a ceci de particulier qu'il se pratique avec la suspension momentanée de la volonté, alors que, d'ordinaire, tout mouvement, gymnastique ou autre, se fait avec la volonté. Il affecte aussi bien les muscles volontaires qu'involontaires. Il n'y a pas de modèle sur lequel calquer le mouvement à exécuter : le mouvement se déclenche en réponse aux besoins de l'organisme. Il y a donc autant de mouvements différents qu'il y a d'individus, et chez chacun, il change à chaque moment, selon l'évolution intérieure qui se fait lentement. (Dans La tribune de Genève, Juillet 1981, retranscrit dans Cœur de ciel pur.)
Sur le Ki :
Le mot Ki appartient au domaine du sentir et non à celui du savoir. Le sentir est une expérience primaire, préalable à tout effort d’intelligence. Aucune explication ne pourra le transmettre adéquatement à quelqu’un qui ne partage pas la même expérience.